# (5370) Taranis
(5370) Taranis (1986 RA) – planetoida z grupy Amora okrążająca Słońce w ciągu 6,11 lat w średniej odległości 3,34 j.a. Odkryta 2 września 1986 roku.